# Ихалайнен, Пётр Иванович
Пётр Иванович Ихала́йнен (фин. Pekka Ihalainen; 23 сентября 1913, Царскосельский уезд, Санкт-Петербургская губерния — 4 мая 1976, Петрозаводск) — советский учёный-историк, педагог, Заслуженный учитель школы Карельской АССР (1968), Заслуженный деятель науки Карельской АССР (1973)

## Биография
Родился 10 (23) сентября 1913 года в деревне Новые Сузи Санкт-Петербургской губернии в крестьянской семье, финн.
В 1931 году окончил Ленинградский педагогический техникум, в 1931—1940 годах работал в сельских школах Карельской АССР.
В 1940 году заочно окончил историко-филологический факультет Карельского государственного педагогического института. Член ВКП(б) с 1940 года.
В 1940—1944 годах — секретарь ЦК ЛКСМ Карело-Финской ССР. В 1946 году окончил Высшую дипломатическую школу НКИД СССР, работал атташе в Министерстве иностранных дел СССР.
В 1946—1951 годах — секретарь Президиума Верховного Совета Карело-Финской ССР. В 1949 году окончил Высшую партийную школу при ЦК ВКП(б).
В 1951—1956 годах — министр просвещения Карело-Финской ССР.
С 1956 года заведующий кафедрой истории, в 1960—1975 годах — ректор Карельского государственного педагогического института.

## Научные работы
- Из истории советско-финляндских отношений: Предоставление советским правительством независимости Финляндии // Учёные записки Карельского государственного педагогического университета. — 1959. — Т. 9.
- Из истории советско-финляндских отношений: Урегулирование советско-финляндских отношений на Юрьевской мирной конференции 1920 года // Учёные записки Карельского государственного педагогического университета. — 1960. — Т. 10.

## Комментарии
1. ↑  Деревня Новые Сузи находилась в 3 км южнее Пулково[3] и относилась к Царскосельскому уезду; не сохранилась, ныне — территория «Пулковское» посёлка Шушары[4], Пушкинский район Санкт-Петербурга.